# 橄榄山矾
橄榄山矾（学名：Symplocos atriolivacea）为山矾科山矾属下的一个种。

## 扩展阅读
維基物種上的相關：橄榄山矾